# Rita La Rosa
Rita La Rosa (Ragusa, 8 marzo 1976) è un'ex cestista e allenatrice di pallacanestro italiana.
Playmaker di 174 cm, ha giocato in Serie A1 con Priolo e in A2 con Livorno e Catania.
Come allenatrice, è stata campionessa regionale del Jr. NBA U13 Championship con la maglia della I Have a Team.

## Statistiche
Dati aggiornati al 30 giugno 2004
| Stagione        | Squadra            | Competizione | Partite | Partite | Partite | Statistiche tiro | Statistiche tiro | Statistiche tiro | Altre statistiche | Altre statistiche | Altre statistiche | Altre statistiche | Altre statistiche |
| Stagione        | Squadra            | Competizione | Pres.   | Titol.  | Minuti  | Tiri da 2        | Tiri da 3        | Liberi           | Rimb.             | Assist            | Rubate            | Stopp.            | Punti             |
| --------------- | ------------------ | ------------ | ------- | ------- | ------- | ---------------- | ---------------- | ---------------- | ----------------- | ----------------- | ----------------- | ----------------- | ----------------- |
| 1992-1993       | Ve.Me. Bari        | Serie A1     | 21      |         | 74      | 0/3              | 2/2              | 4/6              | 1                 | 1                 | 8                 |                   | 10                |
| 1993-1994       | Basket Bari        | Serie A1     | 30      |         | 490     | 16/45            | 11/46            | 20/28            | 31                | 5                 | 63                |                   | 85                |
| 1994-1995       | Isab Priolo        | Serie A1     | 25      |         | 548     | 18/48            | 8/37             | 20/33            | 37                | 7                 | 42                |                   | 80                |
| 1995-1996       | Isab Energy Priolo | Serie A1     | 26      |         | 298     | 10/44            | 9/33             | 18/28            | 11                | 3                 | 18                |                   | 65                |
| 1996-1997       | Isab Energy Priolo | Serie A1     | 19      |         | 238     | 13/27            | 4/20             | 10/13            | 15                | 1                 | 22                |                   | 48                |
| 1997-1998       | Isab Energy Priolo | Serie A1     | 25      |         | 651     | 28/77            | 25/91            | 20/29            | 28                | 9                 | 34                |                   | 151               |
| 1998-1999       | Isab Energy Priolo | Serie A1     | 24      |         | 641     | 12/40            | 29/92            | 12/27            | 30                | 9                 | 35                |                   | 123               |
| 1999-2000       | Isab Energy Priolo | Serie A1     | 24      |         | 462     | 6/28             | 14/43            | 5/6              | 10                | 5                 | 14                |                   | 59                |
| 2000-2001       | Isab Energy Priolo | Serie A1     | 24      |         | 503     | 17/64            | 11/56            | 31/39            | 27                | 5                 | 31                |                   | 98                |
| 2002-2003       | Acer Priolo        | Serie A1     | 10      |         | 145     | 6/24             | 5/13             | 4/10             | 12                | 1                 | 7                 |                   | 31                |
| 2003-2004       | Palmares Catania   | Serie A2     | 28      |         |         |                  |                  |                  |                   |                   |                   |                   | 125               |
| Totale carriera |                    |              |         |         |         |                  |                  |                  |                   |                   |                   |                   |                   |

## Palmarès
- Campionato italiano: 1
Trogylos Priolo: 1999-2000